# Ернст Лудвиг Юлиус фон Ленте
Ернст Лудвиг Юлиус фон Ленте (на немски: Ernst Ludwig Julius von Lenthe; * 28 декември 1744 в Хановер; † 12 декември 1814 в Хановер) е благородник от стария род фон Ленте в горния чифлик, част от град Герден в региона на Хановер в Долна Саксония, юрист, дипломат на Курфюрство Брауншвайг-Люнебург, министър на „германския канцлай“ в Лондон (1795 – 1805).
Той е син на Ото Кристиан фон Ленте (1706 – 1750) и съпругата му фрайин Флорина София фон Лихтенщайн (1716 – 1756), дъщеря на фрайхер Адам Хайнрих Готлоб фон Лихтенщайн (1693 – 1747) и Анна Урсула Катарина фон Алвенслебен (1699 – 1717), дъщеря на Гебхард Йохан II фон Алвенслебен (1642 – 1700). Брат е на Карл Левин Ото фон Ленте (1749 – 1815).
Ернст Лудвиг Юлиус фон Ленте следва право от 15 април 1763 до Великден 1766 г. в университета в Гьотинген. След това той започва служба в Хановер/Курфюрство Брауншвайг-Люнебург и работи заедно с Карл Август фон Харденберг и до 1784 г. се издига на съветник и таен военен съветник. От 1787 г. той е пратеник на Курхановер в пруския двор в Берлин. От 1795 до 1805 г. той е министър на германската канцелария в двора в Лондон.

## Фамилия
Ернст Лудвиг Юлиус фон Ленте се жени на 22 октомври 1772 г. в Нинбург за София Вилхелмина Луиза фон Хазберг (* 18 юни 1757 в Нинбург; † април 1835 в Палермо). Те се развеждат 1788 г. Те имат две дъщери:
- Доротея фон Ленте (* 29 октомври 1775, Хановер; † 29 септември 1848, Айзенах), омъжена на 27 март 1798 г. в дворец Кунройт за фрайхер Фридрих Готфрид Ернст фон и цу Еглофщайн (* 24 януари 1769, Еглофщайн; † 3 януари 1848, Айзенах)
- Антоанета Шарлота Луиза Каролина фон Ленте (* 15 януари 1778, Хановер; † 26 април 1806, Ваймар), омъжена на 29 юли 1794 г. в Ленте за фрайхер Зигмунд Йохан Кристоф Фридрих фон Ротенхан (* 31 март 1761, Рентвайнсдорф; † 28 юли 1826, Рентвайнсдорф)

Съпругата му София Вилхелмина Луиза фон Хазберг се омъжва втори път през 1788 г. за колегата му Карл Август фон Харденберг и се развежда през 1801 г.

## Произведение
- Bericht einer Reise durch England, angetreten am 17. Juli 1780, beendet am 13. November 1780 (aus des Akten des Oberguts Lenthe Nr. 122; übertragen 1997 durch Hans-Erich Wilhelm)

- Горният чифлик Ленте